# Isaac Sweers

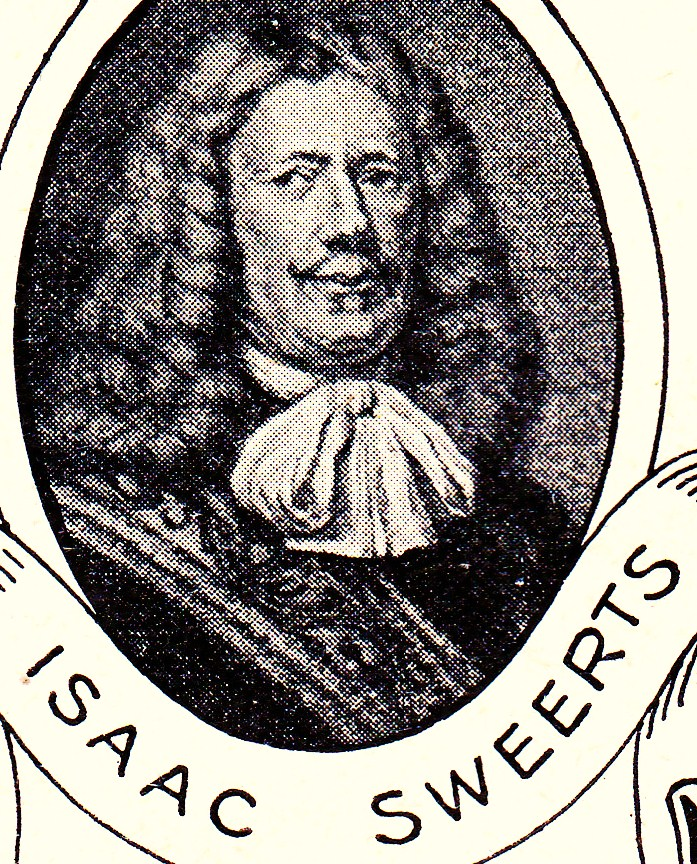
Isaac Sweers

Isaac Sweers (Nijmegen, 1 januari 1622 - 21 augustus 1673) was een Nederlandse admiraal uit de 17e eeuw.

## Zijn familie
Anders dan de meeste Nederlandse zeehelden was Sweers niet afkomstig uit een zeemansfamilie of zelfs maar een havenplaats. Zijn vroege leven is uitzonderlijk goed bekend doordat er een autobiografisch verslag door zijn familie is bewaard, waarin Sweers op ironische wijze zijn jeugd beschrijft. Hij werd op 1 januari 1622 geboren in Nijmegen en was de vijfde zoon van Alida van Bronckhorst en de schepen Aernout Sweers, een regent uit de vroedschap van die plaats die door de wetsverzetting van Maurits van Oranje in 1618 zijn positie had verloren wegens zijn remonstrantse sympathieën. Zijn vader wist na de dood van Maurits zijn positie weer te herwinnen en werd door de Staten van Gelderland in 1628 gedelegeerd als bewindhebber van de VOC in de Kamer Amsterdam. Van 1628 tot 1634 woonde het gezin daar en keerde toen terug naar Nijmegen; in 1635, een jaar van een pestepidemie, overleden Sweers' beide ouders. Zijn familie stuurde hem toen naar de Franse school te Hoorn.

## Jonge jaren en opleiding
In 1638 werd Sweers, het schoolleven moe, op eigen verzoek naar een zakenrelatie van zijn oom in Sevilla gestuurd, toen de belangrijkste handelsstad van Spanje. Wegens een gebrek aan ijver werd hij daar echter snel ontslagen. Om aan geld te komen trok hij toen een wissel zonder order op zijn oudste broer en reisde op een vrachtschip in september 1639 naar Plymouth waar hij goede sier maakte tot geldnood hem na drie maanden dwong naar het vaderland terug te keren. Zijn familie liet hem toen als klerk werken bij zijn oudere broer Salomon Sweers, destijds de schout van Texel.

## Een bewogen leven
In september 1640 vertrok hij naar Nederlands-Brazilië waar hij in november 1641 een administratieve functie kreeg bij de WIC in Mauritia, eerst als klerk bij de Raad van Brazilië en toen als handelscommies voor dertig gulden de maand. Merkend dat zijn uitgavenpatroon niet met zijn inkomsten in overeenstemming was, liet hij zich ontslaan en legde het examen af voor notaris en procureur. Vanwege zijn kennis van het Spaans kreeg hij als snel een bloeiende praktijk in Sao Antonio. Ten tijde van de grote opstand van 1645 werd hij echter in dienst geroepen en raakte met zijn eenheid in een fort omsingeld; toen de commandant, majoor Hoochstraten, zich voor 3000 guldens liet bewegen dat over te geven, weigerde Sweers daaraan mee te doen. Hij raakte krijgsgevangen en werd met de hals in het blok gesloten door middel van ijzeren klemschroeven gemarteld waarbij hij tweemaal het bewustzijn verloor.
In Salvador opgesloten werd hij in mei 1646 vrijgelaten, na een moeizame reis op een piepklein vrachtschip kwam hij in november 1646 berooid thuis, gekleed in vodden: het eerste wat de familie deed toen ze hem zagen was de kleermaker bestellen. In september 1647 probeerde Sweers als zelfstandig koopman mee te doen aan een reis voor gezamenlijke rekening op de Vergulde Snoeck naar de Maagdeneilanden maar de tocht liep al snel op de klippen: in Topsham bij Exeter moesten bondsmen worden opgehaald die in dienstbaarheid in de koloniën gingen werken, maar het schip werd door een storm op een zandbank geworpen. Met een galjoot weer naar Patria terugkerend, kreeg hij zo'n ruzie met de eigenaars dat Sweers voorgoed van de koopvaart afzag.
In het voorjaar van 1649 ging Sweers in zeedienst bij de Admiraliteit van Amsterdam en voer op 5 april als adelborst uit met commandeur Jan van Galen op diens Goude Maen tegen de Barbarijse zeerovers, voor twaalf guldens de maand. Sweers deed ook mee aan de reizen van 1650 en 1651. Toen Van Galen in 1650 in een boot door Spaanse bandieten overvallen werd, raakte Sweers door twee zwaardsteken zwaargewond. Langzaam maakte hij carrière. Op 24 juni 1651 werd hij luitenant. Op 2 juli 1652, tijdens de Eerste Engels-Nederlandse Oorlog, werd hij buitengewoon kapitein bij de Admiraliteit van Amsterdam op de Engel Gabriël. In de Driedaagse Zeeslag zonk zijn schip; hij werd krijgsgevangen gemaakt maar wist te ontkomen toen een Spaanse delegatie de gevangenis bezocht en hij Spaans sprekend met het gezelschap mee naar buiten liep. Daarna voer hij op konvooitochten naar de Middellandse Zee.
Op 14 september 1655 werd hij poorter van Amsterdam. In 1656 deed hij mee aan het ontzet van Danzig en bleef achter met het eskader dat tot november op de nakoming van de vrede door de Zweden moest toezien maar was afwezig bij de Slag in de Sont van 1658. Op 3 januari 1659 werd hij tijdens de oorlog tegen Zweden benoemd tot gewoon kapitein, dus in vaste dienst. In 1664 deed hij op de Middelburg mee aan de expeditie van Michiel de Ruyter naar West-Afrika en Amerika.

## Diverse zeeslagen

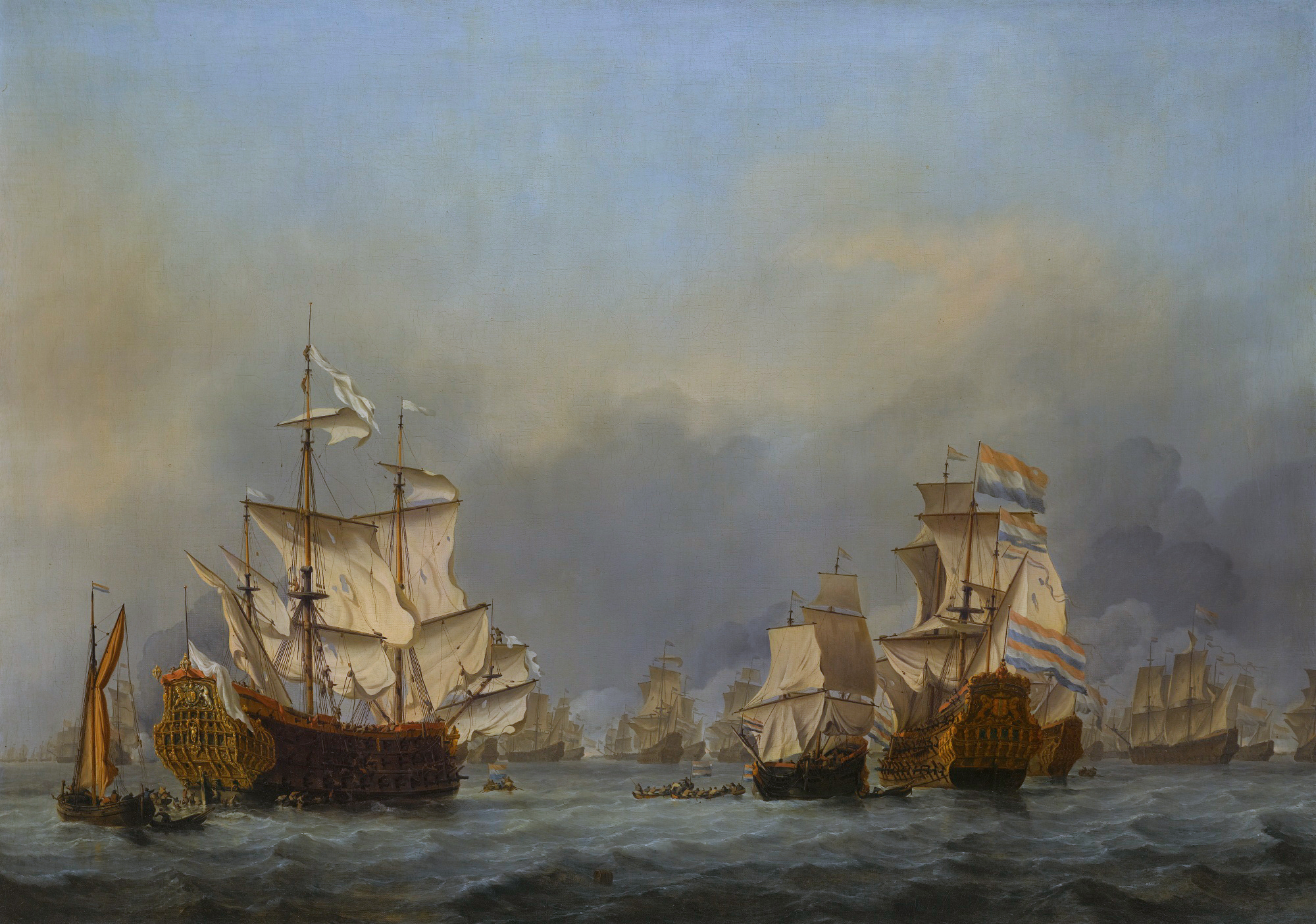
De Gouda (rechts) onder commando van Isaac Sweers neemt de Royal Prince (links) over die vastgelopen is op een zandbank (Willem van de Velde de Jonge)

In de Tweede Engels-Nederlandse Oorlog volgde op 22 oktober 1665 de benoeming tot schout-bij-nacht; als zodanig vocht hij op de Gouda in de Vierdaagse Zeeslag en maakte het familiezilver van admiraal George Ayscue op de Royal Prince buit tot grote woede van Cornelis Tromp die er zelf op aasde. Sweers vocht in het eskader van Tromp, die hij goed kende van de expedities onder Van Galen, in de Tweedaagse Zeeslag (op de Noordzee) en werd samen met Tromp op 6 augustus in de haven van Vlissingen door De Ruyter openlijk van nalatigheid beschuldigd; op 24 augustus 1666 werd hij desalniettemin benoemd tot viceadmiraal van Holland en West-Friesland, een functie die hij al waarnemend bekleedde sinds de Vierdaagse Zeeslag. In september kreeg hij een conflict met Cornelis Evertsen de Jonge over het prijsgeld van de Royal Charles, een schip dat Evertsen en Sweers samen geënterd hadden. Evertsen kreeg uiteindelijk de 5000 guldens. Sweers had een wat intellectuelere achtergrond dan de meeste zeelui en zijn reputatie een uitstekend navigator te zijn leverde hem in 1667 de gloednieuwe Witte Olifant van 82 kanonnen als vlaggenschip op. Na de oorlog deed hij in 1669 en 1670 mee aan expedities tegen de kapers van Algiers en veroorzaakte weer een vlagincident toen hij de vlag niet wenste te strijken voor viceadmiraal Thomas Allin.
Tijdens de Derde Engels-Nederlandse Oorlog speelde Sweers een belangrijkere rol. In de Slag bij Solebay sneuvelde luitenant-admiraal Willem Joseph van Ghent; Sweers nam als waarnemend luitenant-admiraal zijn eskader over, met als vlaggenschip de Olifant. In de winter van 1672-1673 leidde hij de 24 compagnieën matrozen te schaats die moesten verhinderen dat de Fransen in de Hollandse Oorlog de bevroren Waterlinie zouden oversteken. In het voorjaar van 1673 echter moest Sweers zijn tijdelijke functie alsnog opgeven toen luitenant-admiraal Cornelis Tromp door stadhouder Willem III van Oranje weer tot de vloot werd toegelaten. Na de Tweede Slag bij het Schooneveld maakte Tromp hem openlijk voor lafbek uit omdat hij niet fel genoeg zou hebben aangevallen. Achteraf zou door een officieel onderzoek blijken dat Sweers' schip in een direct duel zwaarbeschadigd was geraakt en zich dus tijdelijk moest terugtrekken voor reparaties.

## Het einde van zijn leven
Woedend over Tromps beschuldiging, die misschien ook gemotiveerd was door politieke motieven, daagde Sweers Tromp uit tot een duel. Willem III beval de heren echter hun twist pas na de oorlog te beslechten. Zover zou het echter niet komen. In de afsluitende Slag bij Kijkduin op 21 augustus raakte Sweers' smaldeel in gevecht met het flottielje van Kempthorne. Na een uur werd de admiraal op de Olifant in de onderbuik getroffen door een 24-ponds kogel die zijn beide benen eraf sloeg. Het weggeslingerde bovenlichaam kwam zo terecht dat ook het halve gezicht verdwenen was. De stervende admiraal kon nog verteld worden dat Kempthorne op de vlucht geslagen was en gaf toen de geest.
Op 28 augustus 1673 werd de romp sijns lichaams in een kist versamelt in de Oude Kerk te Amsterdam begraven. In 1675 kwam de epitaaf van Isaac Sweers klaar, een werk van Rombout Verhulst. Algemeen kwam men tot het oordeel dat Sweers door zijn dood de beschuldiging van lafheid weerlegd had. Een gedicht luidde:
De Hemel schijnt in brant, de Lucht verstikt;
De Zee verdrinkt in bloed; het Aartrijk schrikt:
Wat's dit? 't is SWEERS: en dat's genoech geschreven.
Dus doet zijn dood de Ware Vrijheit leven.
Sweers liet een vrouw achter, Constantia Blommaert (1626-1694) — de dochter van Samuel Blommaert, de bewindhebber van de Kamer Amsterdam van de VOC — met wie hij op 19 januari 1655 in het huwelijk trad, en vijf kinderen; vier dochters: Catharina, Alida, Margarita en Constantia, en als laatste een zoon, Isaac Sweers de Jongere, die ook marinekapitein zou worden. Het Scheepvaartmuseum van Amsterdam heeft nog een prachtig pendantenpaar van beide echtgenoten, geschilderd in 1654 door Isaack Luttichuys. Zijn vrouw werd een van de regentessen van het in 1681 gebouwde bejaarden-/verzorgingshuis de Amstelhof; de tegenwoordige Hermitage Amsterdam.